# Последняя роль Риты
«Последняя роль Риты» — украинский художественный фильм режиссёра Анатолия Григорьева 2012 года.

## Сюжет
Некогда популярная актриса находится на закате карьеры. Поддержка известности — результат работы её гражданского мужа, молодого бизнесмена Антона, который собирается открыть для неё киностудию.
Однажды после фотосессии журналист Володя как бы между прочим, намекая на неспособность Риты иметь собственных детей, советует ей усыновить ребёнка. Её выбор падает на детдомовского мальчика Ваню, которого после долгой разлуки собирается вернуть её настоящая мать. Рита с сыном становятся героями глянцевых обложек, а это скоропостижное усыновление ставит крест на попытках настоящей матери вернуть своего сына. При этом контакт Риты с Ваней не налаживается, виной тому её занятость и эгоистичность.
Антон имеет связь на стороне с молодой пассией, которая надеется на скорое расставание его с Ритой. Понимая, что с усыновлением ребёнка Антон ещё более отдаляется, Лариса устраивает интригу, в результате которого Антон погибает, а она с сообщником сгорают в автомобиле.
Мальчик Ваня снова в детдоме, исповедь Риты выходит в виде сенсации в журнале… У настоящей матери появляется надежда. Однако, мешает отсутствие жилплощади.
У Риты обнаруживается смертельное заболевание. Отказавшись от операции она обрекает себя на оставшийся короткий срок жизни. Она уезжает из большого города в деревню, в дом своих умерших родителей. Через своего адвоката Рита делает дарственную на квартиру на имя Зои и её сына Вани.

## В ролях
- Ольга Сумская — Маргарита (Рита) Сергеевна Руднева, актриса
- Александр Кобзарь — Антон Алексеевич Рожков, продюсер
- Наталья Доля — Зоя Ерофеева, мать Вани
- Алексей Богданович — Миша Маркелов
- Ольга Волкова — Татьяна Юрьевна Мамаева, работник детского дома
- Владимир Машук — Ваня Ерофеев, приёмный сын Риты
- Леся Самаева — Люба, подруга Риты
- Дмитрий Суржиков — Володя, журналист
- Любава Грешнова — Лариса, любовница Антона
- Галина Корнеева — Галя, домработница Риты
- Тарас Денисенко — директор детского дома
- Ирина Мак — мать Ларисы
- Алексей Тритенко — Коля, приятель Ларисы

### В эпизодах
- Дмитрий Базай — адвокат
- Вячеслав Василюк — полицейский
- Олег Замятин — Александр Петрович Крышталовский, доктор, профессор хирургии
- Марина Литвиненко
- Станислав Москвин
- Татьяна Несвидоменко
- Сергей Озиряный
- Олег Роенко — адвокат
- Михаил Романов — Николай Андреевич, мастер ткацкого цеха
- Игорь Славинский

## Съёмочная группа
- Автор сценария: Эдуард Резник при участии Натальи Шимборецкой
- Режиссёр-постановщик: Анатолий Григорьев
- Оператор-постановщик: Александр Кришталович
- Композиторы:
  - Владимир Крипак
  - Алексей Остапчук
- Художник-постановщик: Вадим Шинкарёв
- Художник по костюмам: Татьяна Федотова-Татаркина
- Художник по гриму: Алла Троцюк
- Продюсеры:
  - Галина Балан-Тимкина
  - Владислав Ряшин